# 失能調整生命年

2004年每10萬人因為各種原因而導致的失能調整生命年。
沒有數據
少於9250
9250-16000
16000-22750
22750-29500
29500-36250
36250-43000
43000-49750
49750-56500
56500-63250
63250-70000
70000-80000
多於80000

失能調整生命年（英語：disability-adjusted life year，缩写：DALY）是衡量整體疾病負擔的一種方法。最初是由世界衛生組織所開發，現在則漸漸地在公共衛生和健康影響評估等方面變得普遍。失能調整生命年「擴展了因過早死亡而損失的潛在壽命這一概念...將因為健康狀況不佳或失能而損失的『健康』年歲也包括進去。」這麼做，即可以將死亡率和發病率合併成單一的、共同的度量。
傳統上，健康負債是以壽命損失年（英語：Years of potential life lost，缩写：YLL）（的期望值或平均數）來表示。此一量測並沒有將失能的影響考慮進去，而這可以以健康生命損失年（英語：years lived with disability，缩写：YLD）來表示。失能調整生命年即是上述兩個部份的加總。公式如下：
DALY = YLL + YLD.
失能調整生命年是依靠在對慢性病的影響最適當的量測是時間這一前提之下，不論是過早死亡而損失的時間，或是因疾病失能而耗費的時間。因此，一個失能調整生命年即等同於健康生活損失的一年。日本人的平均壽命被用來作為衡量過早死亡的標準，因為日本人的平均壽命最長。
回顧以失能調整生命年表示的疾病負擔，可以顯示出有關地方人群健康的一些令人驚訝的事實來。例如，1998年世界衛生組織的報告顯示，導致失能的10個主要原因就有5個心理有關。精神病及和神經有關的疾病佔所有健康生命損失年的28%，但只佔所有死亡的1.4%，和壽命損失年的1.1%。因此，精神疾病在傳統上雖然並不被視為是一重要的流行病問題，但考慮健康生活損失年，則可看出精神疾病其實對人們是有著重大的影響的。
| 症状                         | DW 2004 | DW 2010       |
| ---------------------------- | ------- | ------------- |
| 阿尔茨海默病和其它痴呆       | 0.666   | 0.666         |
| 失明                         | 0.594   | 0.195         |
| 精神分裂                     | 0.528   | 0.576         |
| 艾滋病，未受抗逆转录病毒治疗 | 0.505   | 0.547         |
| 20%-60%身体烧伤              | 0.441   | 0.438         |
| 股骨骨折                     | 0.372   | 0.308         |
| 中度抑郁发作                 | 0.350   | 0.406         |
| 脚截肢                       | 0.300   | 0.021-0.1674  |
| 失聪                         | 0.229   | 0.167-0.281   |
| 不育                         | 0.180   | 0.026-0.056   |
| 断指                         | 0.102   | 0.030         |
| 腰痛                         | 0.061   | 0.0322-0.0374 |

## 外部連結
- WHO Definition（页面存档备份，存于）
- Measurement and Use（页面存档备份，存于）